# Bytyç alközség
Bytyç alközség harmadik szintű közigazgatási egység Albánia északkeleti részén, Kukës városától légvonalban 25, közúton 55 kilométerre észak-északnyugatra, a Drin folyó jobb partján, Bajram Curritól délkeleti irányban. Kukës megyén belül Tropoja község része, székhelye Zogaj falu. Az alközség további települései: Berisha, Çorraj-Veliç, Kam, Kepenek, Leniq, Mash, Pac, Prush, Visoça, Vlad és Zherka. A 2011-es népszámlálás alapján az alközség népessége 1563 fő.

## Története
A római korban kisebb erődítés állt Kam közelében. A 19–20. századok fordulóján a mai Bytyç területe nagyjából a bytyçi törzs szállásterületével esett egybe, de legjelentősebb településük, Luzha ma már Llugaj alközség része. Az évszázadok során lakossága a keletre elterülő koszovói piacvidék városaival, főként Gjakovával tartott fenn kapcsolatot. Az 1912-ben függetlenné vált Albánia 1913-ban megrajzolt határai (londoni egyezmény) véget vetettek ennek a szerves kapcsolatnak, és ahogy Tropoja egész vidéke, úgy Bytyç elszigeteltsége is megnövekedett. A 20. század második harmadában már ismert volt a Kam melletti krómérclelőhely, amelynek kitermelését is megkezdték. A második világháború során a kommunisták 1942-ben megszervezték Bytyçben a megszállók ellen harcoló alakulatokat, de 1944-ben a vidék leginkább a Gani Kryeziu vezette, a nácik és a kommunisták ellen egyaránt küzdő irreguláris csapatok egyik felvonulási területe volt. 1944. augusztus 19-én Kryeziu Gjakovából intézett támadást a németek kezén lévő kami és kepeneki krómbányák ellen, és kiszabadította a fogolyként ott dolgoztatott albánokat. Kevéssel később, szeptember 12-én már a Zogaji-hágón keresztül egészen Gjakováig szorította a németeket Bytyç területéről. Szeptember 19–20. körül végül az albán kommunista partizánok elfogták Kryeziut és miután koszovói származású volt, átadták a jugoszlávoknak.